# ATEX

ATEX-Logo

ATEX ist ein weit verbreitetes Synonym für die ATEX-Richtlinien der Europäischen Union. Die Bezeichnung ATEX leitet sich aus der französischen Abkürzung für ATmosphères EXplosives ab. ATEX umfasst aktuell zwei Richtlinien auf dem Gebiet des Explosionsschutzes, nämlich die ATEX-Produktrichtlinie 2014/34/EU und die ATEX-Betriebsrichtlinie 1999/92/EG.

## Grundlegendes zu den ATEX-Richtlinien
Die Europäische Union (EU) und ihre Vorgängerorganisationen (EG und EWG) haben mittlerweile zahlreiche Beschlüsse zur Harmonisierung des Europäischen Binnenmarktes auf den Weg gebracht. Die Hauptaufgabe ist es, den freien, ungehinderten Warenverkehr innerhalb der EU zu gewährleisten. Hierzu wurden zahlreiche unharmonisierte nationale Vorschriften vereinheitlicht und zusammengefasst und anschließend in Europäische Normen überführt. Die ATEX-Richtlinien sind solche europäischen Richtlinien und wurden ursprünglich im Jahr 1994 als Richtlinie 94/9/EG veröffentlicht. 2014 erschien sie als Richtlinie 2014/34/EU in einer Neufassung zwecks Harmonisierung mit dem Neuen Rechtsrahmen (New Legislative Framework – NLF).
Die Richtlinie deckt Geräte und  Schutzsysteme ab, welche in explosionsgefährdeten Bereichen Verwendung finden sollen.
Die ATEX-Richtlinien 2014/34/EU und 1999/92/EG richten sich an die EU-Mitgliedstaaten sowie die anderen Staaten des Europäischen Wirtschaftsraumes. Diese sind somit verpflichtet, in ihrer nationalen Gesetzgebung mindestens die in der Richtlinie definierten Standards in nationales Recht umzusetzen.

## ATEX-Leitlinien
Die ATEX-Leitlinien dienen zur Unterstützung bei der Umsetzung der Richtlinien. Sie werden von Generaldirektionen der Europäischen Kommission (ursprünglich Generaldirektion Unternehmen und Industrie, inzwischen der Generaldirektion Binnenmarkt, Industrie, Unternehmertum und KMU) in Zusammenarbeit mit den Mitgliedstaaten, der europäischen Industrie, europäischen Normungsgremien (CEN, CENELEC) und sogenannten benannten Stellen (in Deutschland z. B. BAM, PTB oder verschiedene TÜV) ausgearbeitet.

## ATEX-Produktrichtlinie 2014/34/EU
Die Richtlinie 2014/34/EU des Europäischen Parlaments und des Rates zur Harmonisierung der Rechtsvorschriften der Mitgliedstaaten für Geräte und Schutzsysteme zur bestimmungsgemäßen Verwendung in explosionsgefährdeten Bereichen (auch inoffiziell als „ATEX-Produktrichtlinie“ oder „ATEX 114“ bezeichnet, wegen des relevanten Art. 114 des Vertrags über die Arbeitsweise der Europäischen Union) legt die Regeln für das Inverkehrbringen von Produkten fest, die in explosionsgefährdeten Bereichen eingesetzt werden. Mit dieser Richtlinie wurden erstmals auch die nicht-elektrischen Geräte mit einbezogen. So können z. B. drehende Kupplungen durch unzulässige hohe Erwärmung zu Zündgefahren führen.
Hauptzweck der Richtlinie ist der Schutz von Personen, die in explosionsgefährdeten Bereichen arbeiten oder die von Explosionen betroffen sein könnten. Die Richtlinie enthält in Anhang II die grundlegenden Gesundheits- und Sicherheitsanforderungen, die vom Hersteller zu beachten sind und durch entsprechende Konformitätsbewertungsverfahren nachzuweisen sind. Daneben ist die Beseitigung technischer Handelshemmnisse ein wichtiger Erwägungsgrund.
Seit dem 30. Juni 2003 dürfen nur solche Geräte, Komponenten und Schutzsysteme für die Verwendung in explosionsgefährdeten Bereichen in Verkehr gebracht werden, die der ATEX-Produktrichtlinie entsprechen. Bis zum 20. April 2016 war dabei noch die Richtlinie 94/9/EG (auch inoffiziell als „ATEX 95“ bezeichnet, wegen des relevanten Art. 95 des EG-Vertrages über den freien Warenverkehr) anzuwenden, danach die Richtlinie 2014/34/EU.
Diese Europäische Richtlinie wurde in Deutschland durch die Explosionsschutzprodukteverordnung (11. ProdSV) in nationales Recht umgesetzt.

### Begriffserklärungen
- Geräte und Komponenten
  - Als „Gerät“ gelten Maschinen, Betriebsmittel, stationäre oder ortsbewegliche Vorrichtungen, Steuerungs- und Ausrüstungsteile sowie Warn- und Vorbeugungssysteme, die einzeln oder kombiniert zur Erzeugung, Übertragung, Speicherung, Messung, Regelung und Umwandlung von Energie und zur Verarbeitung von Werkstoffen bestimmt sind und die eigene potentielle Zündquellen aufweisen und dadurch eine Explosion verursachen können.
  - Als „Komponenten“ werden solche Bauteile bezeichnet, die für den sicheren Betrieb von Geräten und Schutzsystemen erforderlich sind, ohne jedoch selbst eine autonome Funktion zu erfüllen.

#### Gerätegruppen
| Gruppe I (Gerätegruppe I)                                      | Gruppe I (Gerätegruppe I) | Gruppe I (Gerätegruppe I) |
| -------------------------------------------------------------- | ------------------------- | ------------------------- |
| Geräte zur Verwendung in Bergbau-/Übertage-/Untertagebetrieben |                           |                           |
|                                                                | Kategorie M1              | Kategorie M2              |
| Anforderung                                                    | sehr hohe Sicherheit      | hohe Sicherheit           |

| Gruppe II (Gerätegruppe II)                                              | Gruppe II (Gerätegruppe II)            | Gruppe II (Gerätegruppe II)            | Gruppe II (Gerätegruppe II) | Gruppe II (Gerätegruppe II) | Gruppe II (Gerätegruppe II) | Gruppe II (Gerätegruppe II) |
| ------------------------------------------------------------------------ | -------------------------------------- | -------------------------------------- | --------------------------- | --------------------------- | --------------------------- | --------------------------- |
| Geräte zur Verwendung in explosionsgefährdeten Staub- und Gasatmosphären |                                        |                                        |                             |                             |                             |                             |
|                                                                          | Kategorie 1                            | Kategorie 1                            | Kategorie 2                 | Kategorie 2                 | Kategorie 3                 | Kategorie 3                 |
| Gefahr                                                                   | ständig, häufig oder über längere Zeit | ständig, häufig oder über längere Zeit | gelegentlich                | gelegentlich                | selten und kurzzeitig       | selten und kurzzeitig       |
| Anforderung                                                              | sehr hohe Sicherheit                   | sehr hohe Sicherheit                   | hohe Sicherheit             | hohe Sicherheit             | normale Sicherheit          | normale Sicherheit          |
| Zone                                                                     | Zone 0                                 | Zone 20                                | Zone 1                      | Zone 21                     | Zone 2                      | Zone 22                     |
| Stoffgruppe                                                              | G                                      | D                                      | G                           | D                           | G                           | D                           |

G=Gas, D=Staub
| Gruppe III (Gerätegruppe II)                                    | Gruppe III (Gerätegruppe II) | Gruppe III (Gerätegruppe II) | Gruppe III (Gerätegruppe II) | Gruppe III (Gerätegruppe II) | Gruppe III (Gerätegruppe II) |                   |
| --------------------------------------------------------------- | ---------------------------- | ---------------------------- | ---------------------------- | ---------------------------- | ---------------------------- | ----------------- |
| Geräte zur Verwendung in explosionsgefährdeten Staubatmosphären |                              |                              |                              |                              |                              |                   |
|                                                                 | IIIA                         | IIIA                         | IIIB                         | IIIB                         | IIIC                         | IIIC              |
| Unterteilung                                                    | brennbare Flusen             | brennbare Flusen             | nicht leitfähiger Staub      | nicht leitfähiger Staub      | leitfähiger Staub            | leitfähiger Staub |
| Zone                                                            | Zone 20, 21, 22              | Zone 20, 21, 22              | Zone 20, 21, 22              | Zone 20, 21, 22              | Zone 20, 21, 22              | Zone 20, 21, 22   |
| Stoffgruppe                                                     | D                            | D                            | D                            | D                            | D                            | D                 |

Die Gerätegruppe bezieht sich auf den nationalen Anhang ZY der DIN EN 60079-0.  Geräte einer bestimmten Kategorie dürfen nur für bestimmte Zonen eingesetzt werden z. B. Geräte der Kategorie 2 nur für die Zone 1, 2 (bei Gasen oder Dämpfen) bzw. für die Zonen 21, 22 (für Stäube).

#### Gasgruppe oder Explosionsgruppe
Gase und Dämpfe werden aufgrund ihrer besonderen Zündfähigkeit in drei Gasgruppen (IIA, IIB und IIC) eingeteilt. Die Gefährlichkeit nimmt dabei von Gasgruppe IIA bis IIC zu. (Die höhere Gasgruppe z. B. IIC schließt die jeweils niedrigeren IIB und IIA ein.)
| Gasgruppe | Gefahrstoff |
| --------- | --- |
| IIA       | Acetaldehyd Essigsäureethylester Aceton Allylchlorid Ammoniak Benzol Benzin Butan Butanon Buten Butylchlorid Cyclohexan Cyclopentan Dichlorethan Dichlormethan Dieselkraftstoff Dimethylbutan Dimethylhexan Ethan Heptan Hexan Methan Methanol Isopentan Methylcyclohexan Pentan Propan Propanol Propen Tetrafluoroethen Tetrahydro-2H-pyran Toluol Trichlorethan Trichlorethen Xylenea |
| IIB       | Acrylaldehyd Acrylnitril Allylalkohol Butadien Cyclohexen Cyclopropan Diethylether Dimethylether Di-tert-Butylperoxid Ethanol Ethen Ethylenoxid Penten Propin Propylenoxid |
| IIC       | Schwefelkohlenstoff Ethin Wasserstoff Trichlorosilane |

#### Temperaturklassen
Geräte und Betriebsmittel dürfen in einer explosionsfähigen Atmosphäre nur betrieben werden, wenn deren maximale Oberflächentemperaturen unterhalb der Zündtemperatur des umgebenden explosionsfähigen Gemisches bleiben. Zur einfachen Beurteilung wurden Temperaturklassen definiert, in welche die Geräte entsprechend der maximal erreichbaren Temperatur eingeteilt werden. In der Tabelle sind typische Gase und Dämpfe aufgeführt, deren Zündtemperatur in der jeweiligen Temperaturklasse unterschritten und damit eine Oberflächentemperaturzündung ausgeschlossen wird.
Für die Temperaturklassen gelten folgende maximal zulässige Oberflächentemperaturen an den Geräten:
| Klasse | max. Oberflächentemperatur | Zündtemperaturen typischer Stoffe |
| ------ | -------------------------- | --------------------------------- |
| T1     | 450 °C                     | Propangas 510 °C, Erdgas 650 °C   |
| T2     | 300 °C                     | Acetylen 305 °C                   |
| T3     | 200 °C                     | Benzin 260–450 °C, Diesel 220 °C  |
| T4     | 135 °C                     | Diethylether 170 °C               |
| T5     | 100 °C                     | -                                 |
| T6     | 85 °C                      | Schwefelkohlenstoff 95 °C         |

Betriebsmittel, die für eine „strengere“ Temperaturklasse zugelassen sind, können auch in Bereichen eingesetzt werden für die theoretisch eine Temperaturklasse mit geringeren Anforderungen genügt. So ist z. B. ein Gerät mit Temperaturklasse T4 (max. Oberflächentemperatur 135 °C) auch geeignet für einen Einsatzort an dem Benzindämpfe auftreten (Zündtemperatur 260 °C), nicht jedoch für einen Bereich in dem Schwefelkohlenstoff eingesetzt wird (Zündtemperatur 95 °C). Geräte mit Temperaturklasse T6 sind dementsprechend auch für alle anderen Temperaturbereiche geeignet.
Temperaturangaben Stäube:
Die Einteilung von Stäuben in Temperaturklassen gibt es nicht, da bei Stäuben ein Sicherheitsabstand zwischen der Oberflächentemperatur und der Zündtemperatur einzuhalten ist. Bei Stäuben wird statt der Temperaturklasse die maximal zulässige Oberflächentemperatur (z. B. 300 °C) des Betriebsmittels angegeben.
Gegenüber elektrischen Geräten, erzeugen „nicht-elektrische“ Produkte wie z. B. Kupplungen im Betrieb selbst keine hauptsächliche Temperatur, sondern übertragen die Prozesstemperatur. Deshalb wird hier häufig [ TX ] verwendet.

## ATEX-Betriebsrichtlinie 1999/92/EG
Die Richtlinie 1999/92/EG (auch inoffiziell „ATEX-Betriebsrichtlinie“ oder „ATEX 137“ bezeichnet, wegen des relevanten Art. 137 des EG-Vertrages) definiert die Mindestvorschriften zur Verbesserung des Gesundheitsschutzes und der Sicherheit der Arbeitnehmer, die durch eine explosionsfähige Atmosphäre gefährdet werden können. Diese Richtlinie wurde 2002 im Rahmen der Betriebssicherheitsverordnung in deutsches, bzw. durch die Verordnung explosionsfähige Atmosphären (VEXAT) in österreichisches Recht umgesetzt. Diese Richtlinie enthält grundlegende Sicherheitsanforderungen, die der Betreiber/Arbeitgeber umzusetzen hat. Dazu gehören:
- Vermeidung oder Einschränkung der Bildung explosionsfähiger Atmosphäre (primärer Explosionsschutz)
- Vermeidung wirksamer Zündquellen (sekundärer Explosionsschutz)
- Beschränkung der Auswirkung einer eventuellen Explosion auf ein unbedenkliches Maß (tertiärer oder konstruktiver Explosionsschutz)

Der Arbeitgeber hat im Rahmen seiner Gefährdungsbeurteilung ein Explosionsschutzdokument zu erstellen und Bereiche mit gefährlicher explosionsfähiger Atmosphäre in Zonen einzuteilen.
| laut EG-Richtlinie 1999/92/EG, Anhang I                                                        |                                                        |                                             |                                                                             |
|                                                                                                | … ständig, über lange Zeiträume oder häufig vorhanden. | … bei Normalbetrieb gelegentlich vorhanden. | … bei Normalbetrieb normalerweise nicht oder aber nur kurzzeitig vorhanden. |
| Explosionsfähige Atmosphäre als Gemisch aus Luft und brennbaren Gasen, Dämpfen oder Nebeln …   | Zone 0                                                 | Zone 1                                      | Zone 2                                                                      |
| Explosionsfähige Atmosphäre in Form einer Wolke aus in der Luft enthaltenem brennbarem Staub … | Zone 20                                                | Zone 21                                     | Zone 22                                                                     |